# Bruce Faulkner Caputo

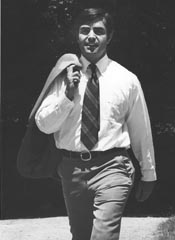
Bruce F. Caputo

Bruce Faulkner Caputo (* 7. August 1943 in New York City) ist ein US-amerikanischer Politiker. Zwischen 1977 und 1979 vertrat er den Bundesstaat New York im US-Repräsentantenhaus.

## Werdegang
Bruce Faulkner Caputo graduierte 1961 an der Deerfield Academy in Massachusetts. 1965 machte er seinen Bachelor of Arts und 1967 seinen Master of Business Administration an der Harvard University. Er arbeitete dann zwischen 1967 und 1969 im Verteidigungsministerium. Danach ging er auf die Georgetown Law School in Washington, D.C., welche er 1971 mit einem Juris Doctor wieder verließ. Zwischen 1973 und 1976 saß er in der New York State Assembly. Politisch gehörte er der Republikanischen Partei an.
Bei den Kongresswahlen des Jahres 1976 für den 95. Kongress wurde Caputo im 23. Wahlbezirk von New York in das US-Repräsentantenhaus in Washington D.C. gewählt, wo er am 4. Januar 1977 die Nachfolge von Peter A. Peyser antrat. Da er auf eine erneute Kandidatur 1978 verzichtete, schied er nach dem 3. Januar 1979 aus dem Kongress aus. Während seiner Kongresszeit kandidierte er 1978 erfolglos für die Nominierung für das Amt des Vizegouverneurs von New York.
Nach seiner Kongresszeit nahm er in New York City wieder seine Tätigkeit als Jurist auf. Er lebt derzeit in Bronxville.